# Michelle Gorgone
Michelle Gorgone (ur. 18 października 1983) – amerykańska snowboardzistka, startująca od 1999.
Startowała na Igrzyskach w Turynie. W slalomie gigancie równoległym zajęła 22. miejsce.
Startowała na Igrzyskach w Vancouver. W slalomie gigancie równoległym zajęła 14. miejsce.